# Astronomical Image Processing System
AIPS (англ. Astronomical Image Processing System) — программный пакет для обработки и анализа данных, полученных в результате астрономических наблюдений на радиотелескопах. Используется в основном для сетей и массивов радиотелескопов VLA, VLBA и WSRT. Также успешно применяется для глобальных сетей РСДБ. Программный пакет изначально был разработан в Национальной радиоастрономической обсерватории США (NRAO) в 1970-х годах, и с тех пор признаётся де-факто стандартом ПО в мировом астрономическом сообществе.

## Использование
AIPS позволяет выполнять все необходимые этапы обработки: калибровка, редактирование, проверка данных и построение изображения методами Фурье-синтеза. Работа с данными в AIPS может вестись в интерактивном режиме, и одновременно группой операторов.
AIPS использует примитивный интерпретатор командной строки, известный как POPS.
Новоиспечённым выпускникам AIPS представляется настолько уникальным образцом ПО, что о нём сложено не мало различных шуток и историй.

## История
Разработка AIPS началась в 1978 году в Шарлотсвилле (США, штат Вирджиния). Изначально пакет был написан на старом диалекте языка ФОРТРАН (более старом чем даже FORTRAN IV).
В 1983 году, когда AIPS выбрали приоритетным программным пакетом обработки данных с VLBA, функциональность AIPS охватывала все стадии радиоинтерферометрической калибровки наблюдений в континууме и спектральных линий. AIPS содержал полный набор функций калибровок и редактирования данных VLA и РСДБ, включая интерактивные и групповые методы редактирования данных видимости.
После того как AIPS был выпущен под лицензией GNU GOL[уточнить] в середине 1995 года, он стал доступен для свободного скачивания через интернет. По приблизительным оценкам, релиз от 15 июля 1995 года был установлен на 450 персональных компьютерах.
В 1996—1997 годах значительное усовершенствование расширило возможности AIPS для работы с данными спутников Орбитальной РСДБ (VSOP — VLBI Space Observatory Programme). Для РСДБ в AIPS было реализовано чтение данных в форматах MkII, MkIII и VLBA, глобальная первичная фазовая калибровка (англ. fringe-fitting) двумя альтернативными методами, предложены специальная фазовая коррекция и поляризационная калибровка, коррекция геометрии в дополнение к стандартной калибровке, сделанной для интерферометров со связанными элементами.
В настоящее время AIPS состоит из более 4300 файлов, содержащих 1,46 миллион командных строк, свыше 400 000 строк документации и 1300 файлов инструкций, доступных в сети Интернет. Пакет насчитывает более 350 отдельных приложений «задач», представляющих более 60 человеко-часов, затраченных начиная с 1978 года. Сейчас AIPS использует FORTRAN 77, хотя он был успешно портирован и под компилятор FORTRAN 90.